# Willa Henryka Grohmana
Willa Henryka Grohmana – neorenesansowa willa w Łodzi według projektu sygnowanego przez architekta miejskiego Hilarego Majewskiego w latach 1892–1893 (nie przesądza on o autorstwie projektu), początkowo przeznaczona na biura fabryczne, ostatecznie zamieszkał w niej Henryk Grohman syn Ludwika Grohmana.

## Historia

### 1893–1993
Willę wzniesiono przy ulicy ks. bpa Wincentego Tymienieckiego 24. W latach 1903 wg projektu architekta Franciszka Chełmińskiego (rozbudowa od strony zachodniej z dwoma ryzalitami) i w 1912 wg projektu architekta Stanisława Stebelskiego przeprowadzono przebudowę willi, podczas której dobudowano pomieszczenia od strony południowej na szerokość 2 osi okiennych. Obiekt służył rodzinie Grohmanów do II wojny światowej.
Po wojnie willa wraz z zakładami „Scheibler i Grohman" i użytkowana jako budynek biurowy ŁZPB im. Obrońców Pokoju „Uniontex". W latach 1983–1991 mieścił się w niej żłobek i przedszkole. Od 1993 w willi mieści się Muzeum Książki Artystycznej.

## Opis
Budynek parterowy z wysokim podpiwniczeniem, z użytkowym poddaszem, przekryty dachem czterospadowym położony jest na nieregularnej działce u zbiegu ulicy bpa Tymienieckiego i wewnętrznej ulicy Łódzkiej Specjalnej Strefy Ekonomicznej. Posadowiony jest na planie zbliżonym do prostokąta ze ściętym narożem północno-zachodnim i dwoma ryzalitami w elewacji zachodniej. W fasadzie północnej nadbudówka na osi – dawna oranżeria przerobiona na pomieszczenie użytkowe przekryta dachem namiotowym. Elewacje z cegły z horyzontalnymi pasami z wysuniętej przed lico ściany zdwojonej cegły, u dołu wysoki gzyms cokołowy, u góry fryz, oraz gzyms wieńczący nigdy nie były otynkowane. Okna piwniczne sklepione odcinkowo, okratowane, okna na parterze sklepione półkoliście poza trzema w elewacji zachodniej zamkniętymi odcinkowo. Wejście główne w fasadzie północnej ze ślepymi oknami po bokach. W nadbudówce duże okno poziome z zaokrąglonymi górnymi narożami z dekoracyjnym fryzem ceglanym pod nim. Do pomieszczeń piwnicznych prowadzą dwa wejścia w części południowej. 
Wartość artystyczną willi tworzą jej wnętrza. Szczególnie ciąg pomieszczeń wysokiego parteru od hallu w części północnej, przez boczną klatkę schodową, gabinet, salon muzyczny, jadalnię, sypialnię i łazienkę w części południowej. Najwcześniejszy wystrój posiada salon muzyczny z zamontowanymi na ścianie zachodniej organami, na których grał między innymi Ignacy Paderewski i Artur Rubinstein. Wnętrze z bogatym wystrojem odznacza się jednolitym stylem o formach neorenesansowych z elementami baroku (kominek z lustrem).
Największą wartość mają następne pomieszczenia: westybul, gabinet oraz sypialnia z łazienką. Układ marmurowych schodów w westybulu z balustradami i mosiężnymi poręczami, marmurowe obramienia drzwi, jak i forma lamp sufitowych nawiązują do późnej secesji wiedeńskiej, szczególnie do prac Josefa Hoffmanna. Podobne cechy prezentuje wystrój gabinetu. Ściany i większa część sufitu wyłożone są ciemnym drewnem, w ścianach przeszklone gabloty i wnęki do eksponowania zbiorów Henryka Grohmana. Sufit zdobiony jest inkrustacjami z masy perłowej. Sypialnia wykonana w drewnie z boazerią podzieloną na kwadratowe tafle, fornirowane ozdobnymi gatunkami drewna i obwiedzione opaską z mahoniu. W narożach wkomponowano przeszklone szafki i drzwi. Niestety nie zachowało się łoże. Jadalnia ma wystrój w zróżnicowanej stylistyce i pochodzi najprawdopodobniej z późniejszego okresu z zaznaczeniem nurtu neoklasycystycznego i modernistycznego. Drzwi i odrzwia w ścianie północnej zbliżone są do stylu wystroju gabinetu.
Zróżnicowanie form stylowych w willi Grohmana pozwala prześledzić zmiany wystroju wnętrz na przełomie XIX i XX w. w ich najlepszym wydaniu.

## Galeria

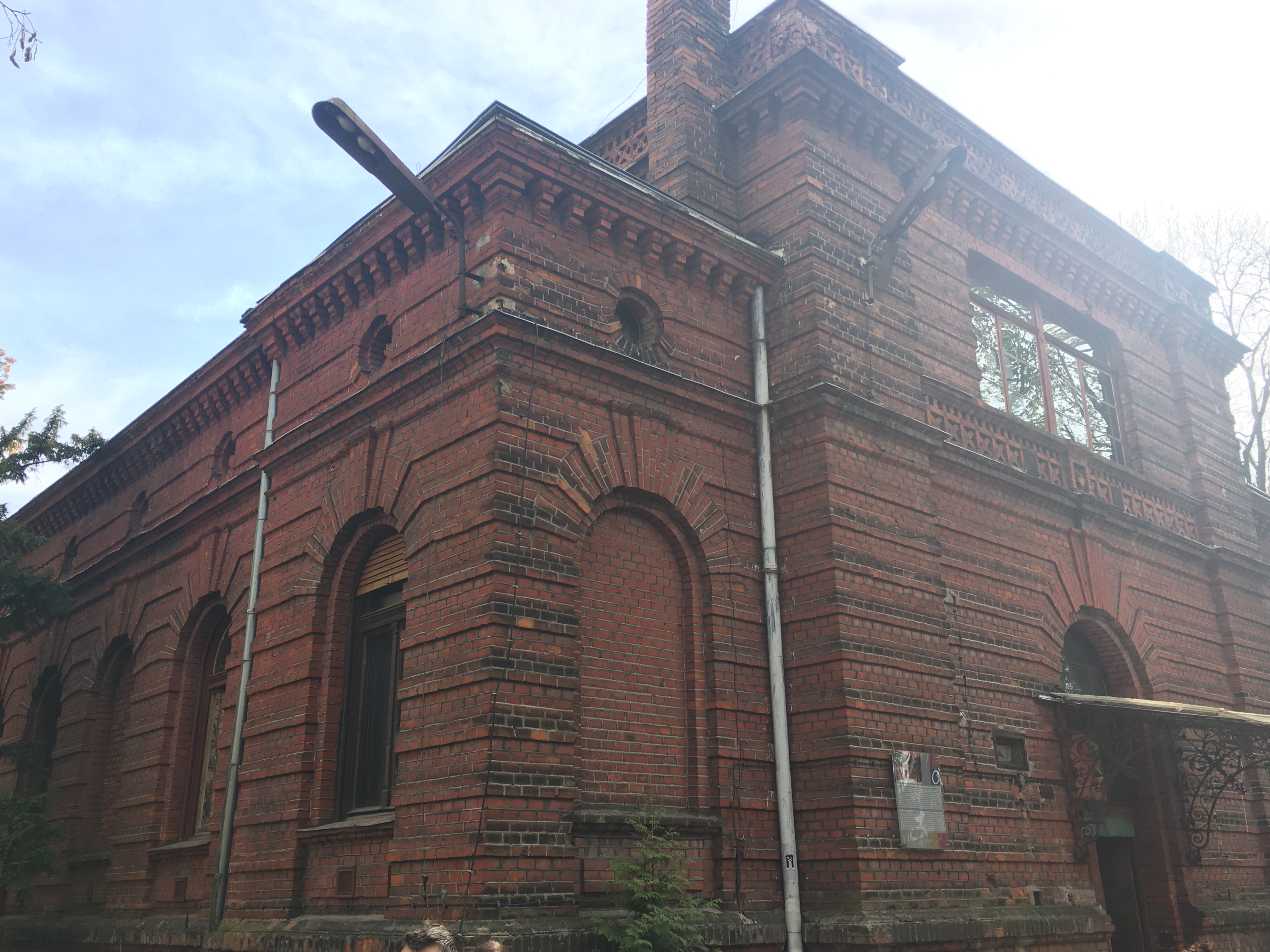
Elewacja północna z wejściem głównym willi Grohmana
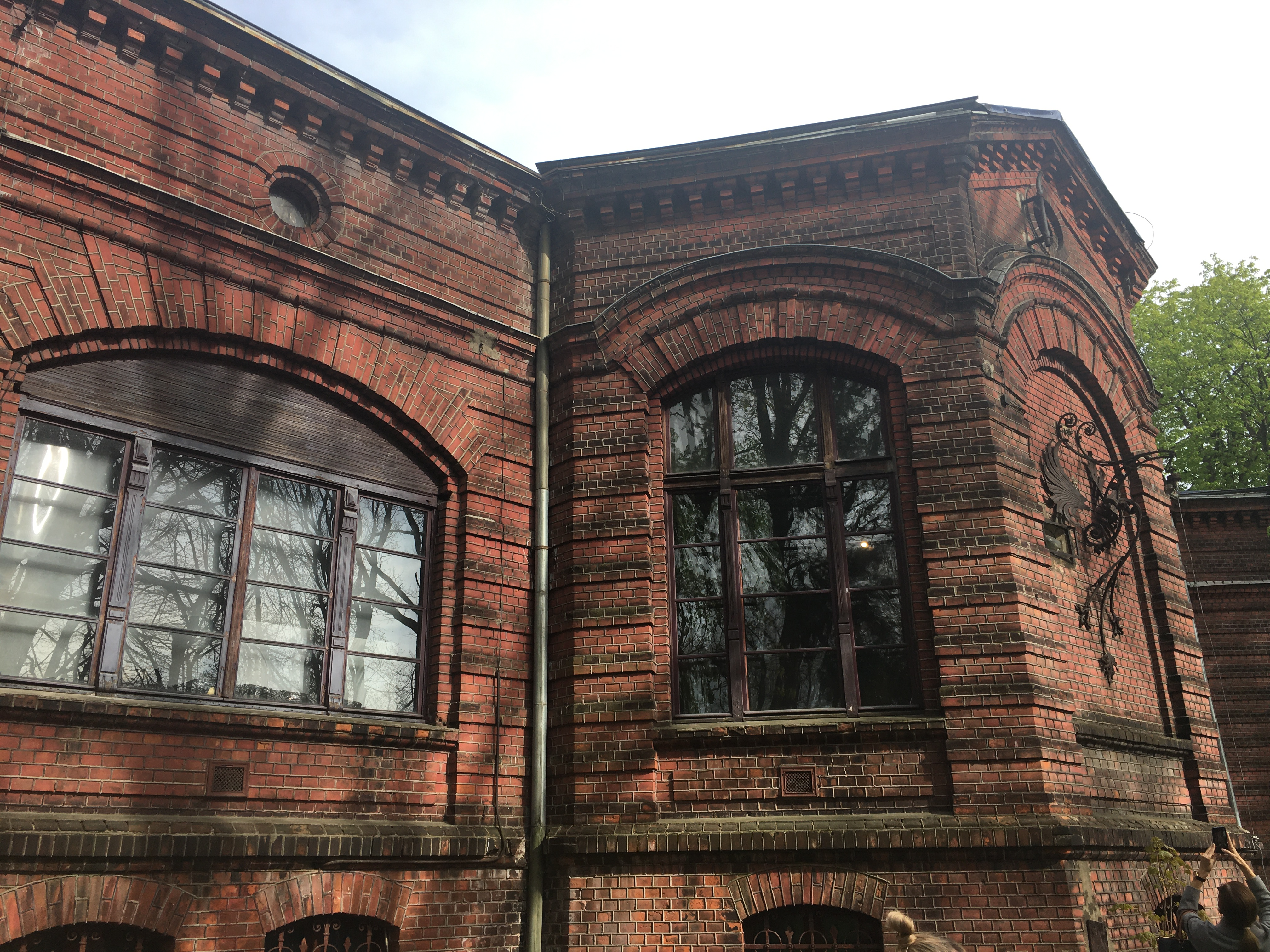
Elewacja zachodnia willi Grohmana
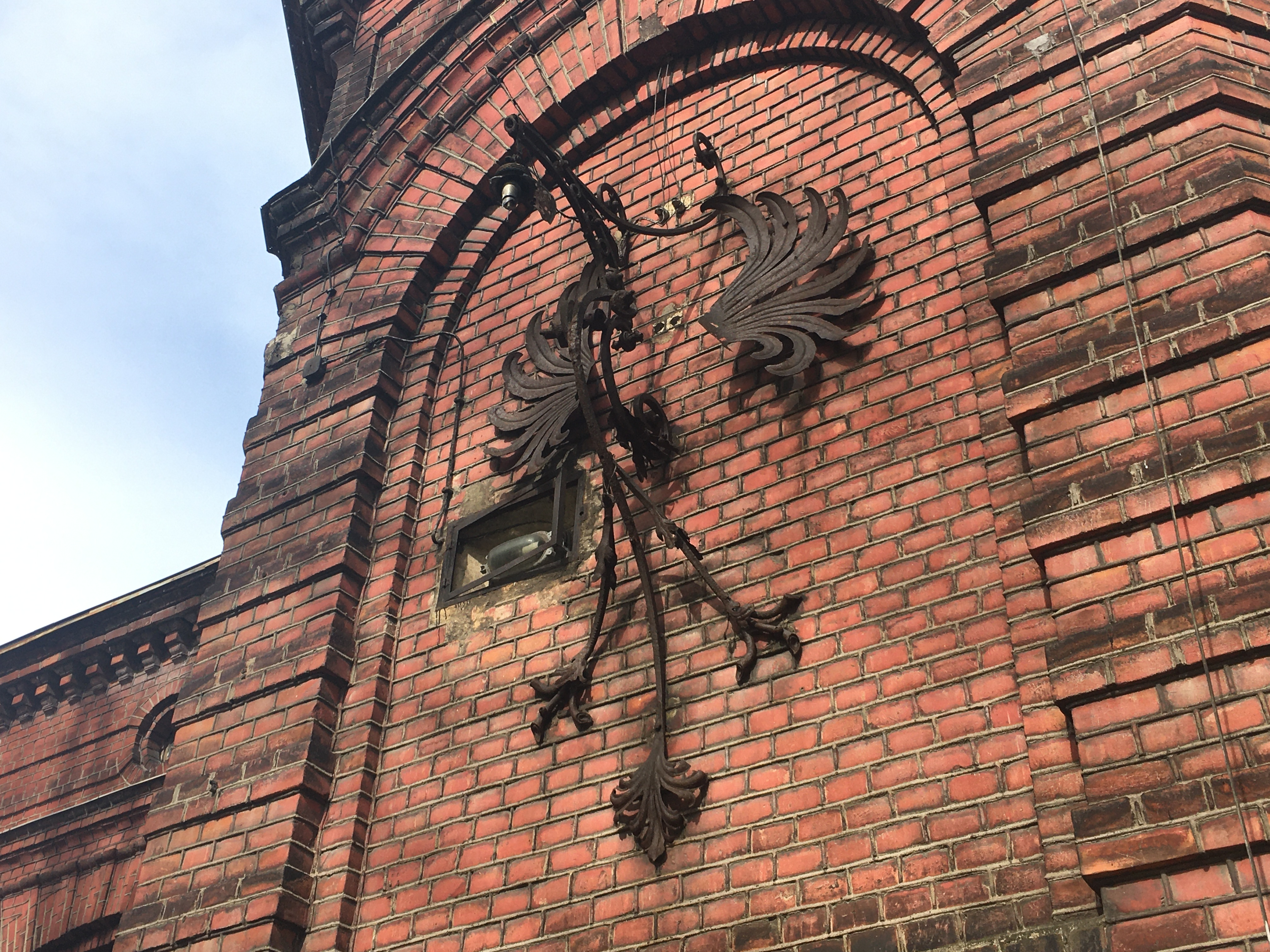
Lampa na ryzalicie willi Grohmana
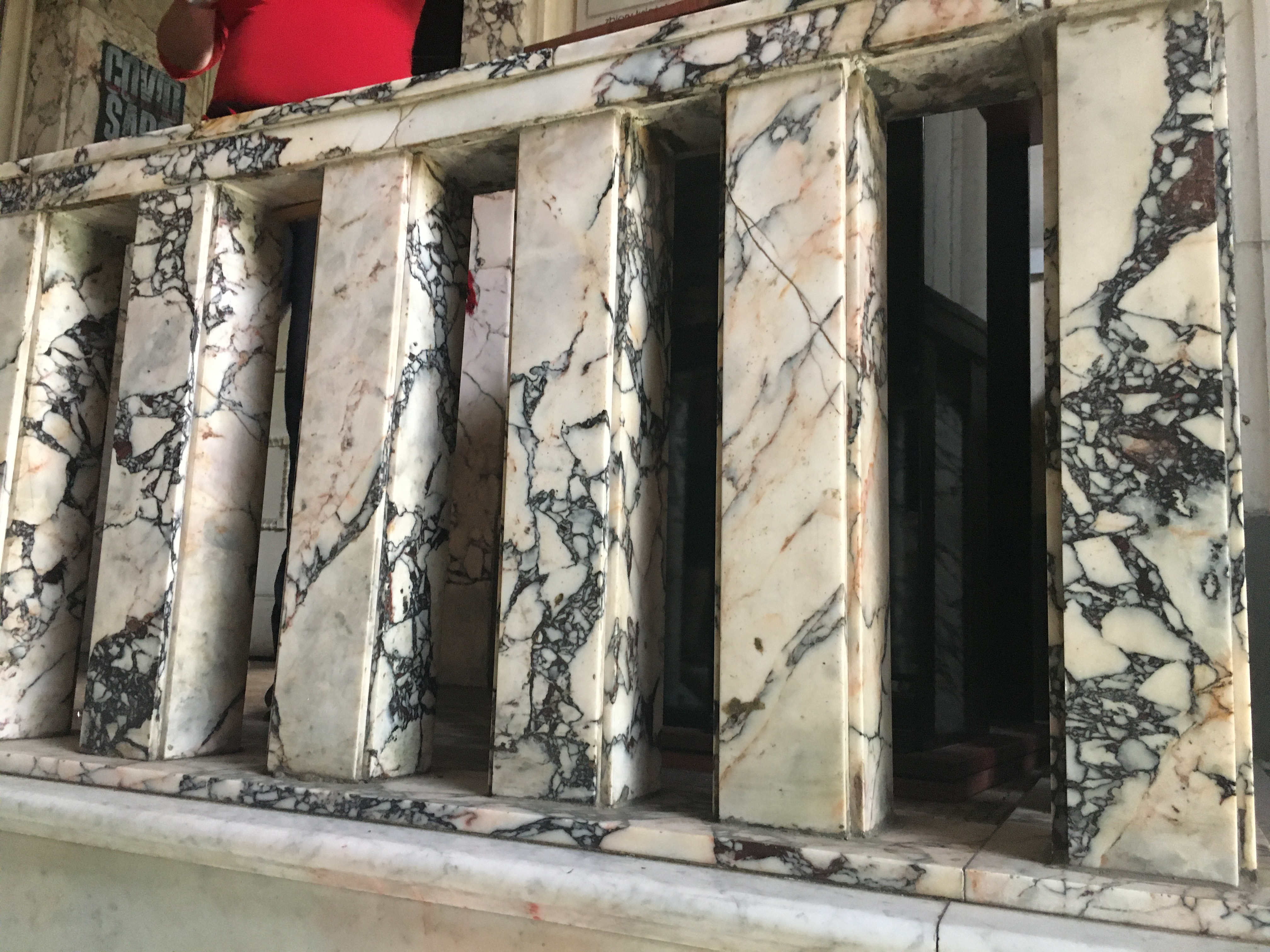
Modernistyczne tralki w willi Grohmana
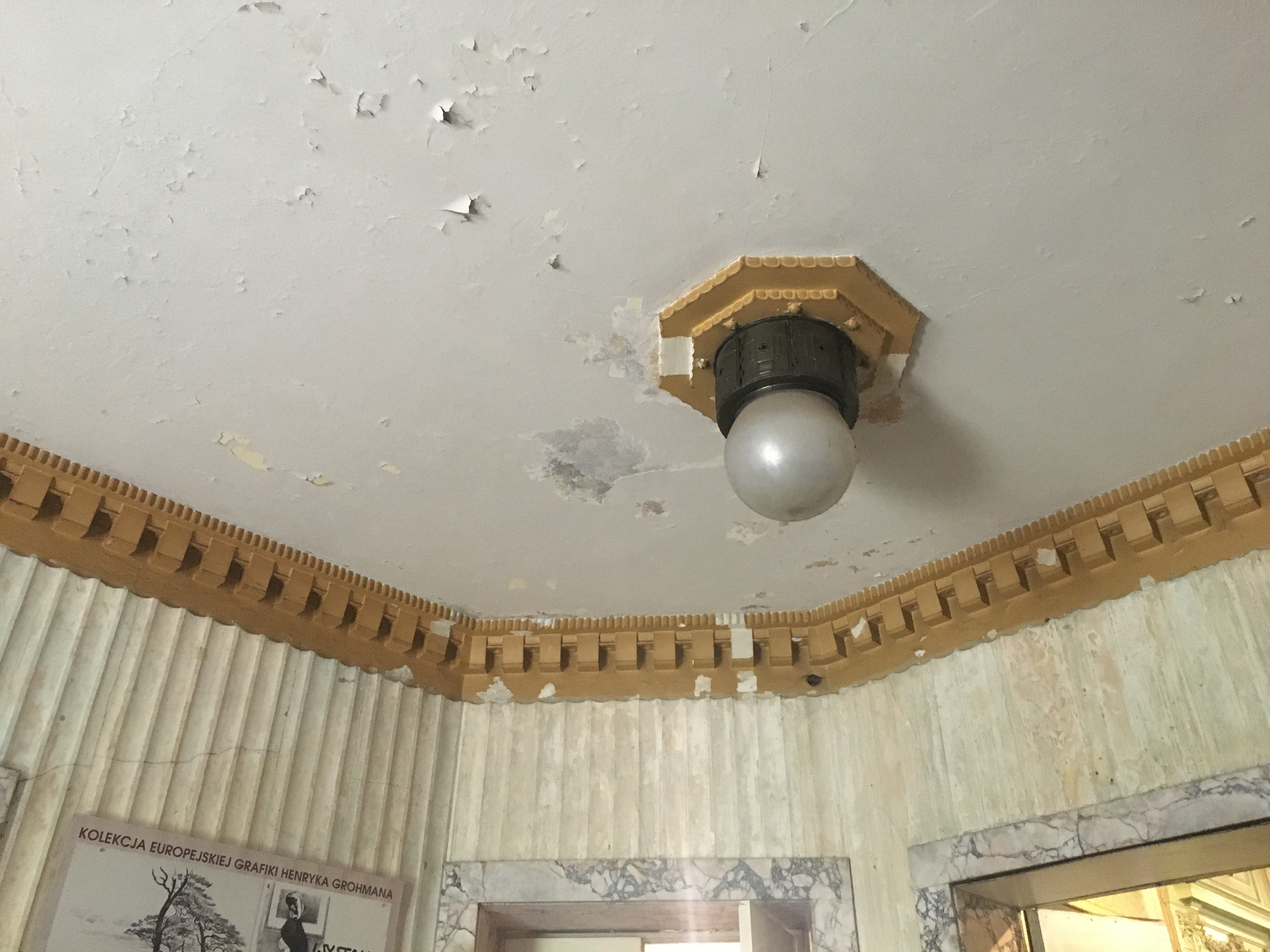
Sufit, lampa i górne części obramień otworów drzwiowych w willi Grohmana